# Rio Orge
O rio Orge é um rio localizado na França, afluente do rio Sena pela margem esquerda.
Ao longo do seu percurso, passa pelas comunas de: 
- departamento de Yvelines: Saint-Martin-de-Bréthencourt, a sul da floresta de Rambouillet, Sainte-Mesme
- departamento de Essonne: Dourdan, Sermaise, Saint-Chéron, Breux-Jouy, Breuillet, Égly, Ollainville, Arpajon, Saint-Germain-lès-Arpajon, Leuville-sur-Orge, Brétigny-sur-Orge, Saint-Michel-sur-Orge, Longpont-sur-Orge, Sainte-Geneviève-des-Bois, Villiers-sur-Orge, Villemoisson-sur-Orge, Épinay-sur-Orge, Morsang-sur-Orge, Savigny-sur-Orge, Juvisy-sur-Orge, convergindo no rio Sena em dois braços, um em Viry-Châtillon, e o outro em Athis-Mons.